# Шести сазив Народне скупштине Републике Српске
Шести сазив Народне скупштине Републике Српске конституисан је 28. новембра 2002, и радио је до 9. новембра 2006. Овај сазив Народне Скупштине конституисан је на основу резултата избора који су одржани 1. октобра 2002.

## Политичке партије
Следеће политичке партије освојиле су мандате у овом сазиву Народне скупштине Републике Српске:
| Политичка партија                              | Мандата |
| ---------------------------------------------- | ------- |
| Српска демократска странка                     | 26      |
| Странка независних социјалдемократа            | 19      |
| Партија демократског прогреса                  | 9       |
| Странка демократске акције                     | 6       |
| Српска радикална странка Републике Српске      | 4       |
| Странка за Босну и Херцеговину                 | 4       |
| Социјалдемократска партија Босне и Херцеговине | 3       |
| Социјалистичка партија РС                      | 3       |
| Демократски народни савез                      | 3       |
| Српски народни савез Републике Српске          | 1       |
| Странка пензионера Републике Српске            | 1       |
| Демократска странка Републике Српске           | 1       |
| Демократска патриотска странка                 | 1       |
| Странка народног препорода                     | 1       |
| Нова хрватска иницијатива                      | 1       |

## Народни посланици
За народне посланике изабрани су:

#### Српска демократска странка
| Презиме и име            |
| ------------------------ |
| 1. Арсеновић Ђојо        |
| 2. Берић Душан           |
| 3. Бојић Борислав        |
| 4. Васић Драгомир        |
| 5. Глигић Војислав       |
| 6. Дуњић Славко          |
| 7. Ећим-Злојутро Весна   |
| 8. Зејак Војин           |
| 9. Калинић Драган        |
| 10. Кошарац Мирјана      |
| 11. Ковачевић Владо      |
| 12. Марић Лазо           |
| 13. Нинковић Милан       |
| 14. Планинчевић Наде     |
| 15. Пртило Слободан      |
| 16. Петровић Обрен       |
| 17. Пејаковић Мирко      |
| 18. Пивашевић Станко     |
| 19. Секулић Јелица       |
| 20. Станић Миленко       |
| 21. Стојичић Душан       |
| 22. Стојановић Бранислав |
| 23. Тупајић Милан        |
| 24. Томаш Драгана        |
| 25. Умићевић Момир       |
| 26. Цвијетић Десанка     |

#### Савез независних социјалдемократа
| Презиме и име         |
| --------------------- |
| 1. Бјелогрлић Радован |
| 2. Видовић Зора       |
| 3. Војводић Драган    |
| 4. Гостић Урош        |
| 5. Додик Милорад      |
| 6. Дукић Гордана      |
| 7. Ђурић Гордана      |
| 8. Иванић Димитрије   |
| 9. Ковачевић Предраг  |
| 10. Продановић Лазар  |
| 11. Рајилић Сњежана   |
| 12. Радојичић Игор    |
| 13. Ристић Ивка       |
| 14. Симић Крстан      |
| 15. Сандић Љубомир    |
| 16. Тополовић Милован |
| 17. Тешановић Нада    |
| 18. Ћук Доброслав     |
| 19. Шушић Илија       |

#### Партија демократског прогреса
| Презиме и име        |
| -------------------- |
| 1. Антешевић Миленко |
| 2. Ђерић Зоран       |
| 3. Иванић Младен     |
| 4. Мирковић Саво     |
| 5. Сакан Велимир     |
| 6. Савић Ранко       |
| 7. Смиљанић Ранко    |
| 8. Пољашевић Веселин |
| 9. Трифковић Невенка |

#### Странка демократске акције
| Презиме и име       |
| ------------------- |
| 1. Ахметовић Садик  |
| 2. Бранковић Омер   |
| 3. Бубић Сенија     |
| 4. Хафизовић Шевкет |
| 5. Садовић Тарик    |
| 6. Гушић Џевад      |

#### Српска радикална странка
| Презиме и име        |
| -------------------- |
| 1. Бољановић Славко  |
| 2. Лазић Милан       |
| 3. Михајлица Миланко |
| 4. Ристић Раденко    |

#### Странка за БиХ
| Презиме и име          |
| ---------------------- |
| 1. Јаковљевић Милосава |
| 2. Мемон Томислав      |
| 3. Мурселовић Мухарем  |
| 4. Османчевић Џевад    |

#### СДП БиХ
| Презиме и име       |
| ------------------- |
| 1. Копић Мехмед     |
| 2. Осмић Зекеријах  |
| 3. Поповић Слободан |

#### Социјалистичка партија РС
| Презиме и име       |
| ------------------- |
| 1. Ђурић Неђо       |
| 2. Тодорчевић Рајко |
| 3. Шкребић Драгутин |

#### Демократски народни савез
| Презиме и име          |
| ---------------------- |
| 1. Калабић Драго       |
| 2. Митровић Хаџи Јован |
| 3. Павић Марко         |

#### Српски народни савез
| Презиме и име |
| ------------- |
| Бобић Радован |

#### Странка пензионера Републике Српске
| Презиме и име    |
| ---------------- |
| Богосавац Стојан |

#### Демократска странка Републике Српске
| Презиме и име |
| ------------- |
| Вукотић Душко |

#### Демократска патриотска странка
| Презиме и име   |
| --------------- |
| Јотановић Дарко |

#### Странка народног препорода
| Презиме и име  |
| -------------- |
| Трбић Радивоје |

#### Нова хрватска иницијатива
| Презиме и име       |
| ------------------- |
| Томљановић Томислав |

## Измјене у саставу
Посланици који су касније ушли у Шести сазив Народне скупштине, након смрти или оставке неког од посланика из овог сазива:
| Презиме и име          | Политичка партија                   |
| ---------------------- | ----------------------------------- |
| Крчмар Петар           | Српска демократска странка          |
| Бабић Оливера          | Српска демократска странка          |
| Николић Цвијетин       | Српска демократска странка          |
| Ђукановић Родољуб      | Српска демократска странка          |
| Круљ Бранка            | Српска демократска странка          |
| Боројевић Крстан       | Српска демократска странка          |
| Савић Слободан         | Српска демократска странка          |
| Трифуновић Бранка      | Српска демократска странка          |
| Казановић Јездимир     | Српска демократска странка          |
| Савкић Томислав        | Српска демократска странка          |
| Берјан Винка           | Српска демократска странка          |
| Батинић Цмиљка         | Српска демократска странка          |
| Јањић Мирослав         | Странка независних социјалдемократа |
| Кошарац Сташа          | Странка независних социјалдемократа |
| Јелача Весна           | Странка независних социјалдемократа |
| Томић Витомир          | Партија демократског прогреса       |
| Боројевић Милован      | Партија демократског прогреса       |
| Зарић Млађан           | Партија демократског прогреса       |
| Ђудерија Мурат         | Странка демократске акције          |
| Радић- Поповић Славица | Демократски народни савез           |
| Никић Ружа             | Странка пензионера Републике Српске |